# Assises de Romanie
Les Assises de Romanie (connues en vénitien sous le titre Libro de le Uxanze e Statuti de lo Imperio de Romania) sont un recueil de droit féodal compilé dans la première moitié du XIVe siècle. S’appliquant d’abord à la principauté d’Achaïe et à ses dépendances (duché d’Athènes et seigneuries latines de Grèce centrale et insulaire dont le duché de Naxos), elles continuèrent à être utilisées jusqu’au XVIIIe siècle, longtemps après la disparition de la principauté, dans les territoires passés sous protectorat vénitien (Eubée, Cyclades, iles Ioniennes). Les manuscrits existant sont ainsi des traductions en dialecte vénitien des textes français.

## Historique
Les Assises de Romanie est le nom conventionnel que l’on donne à une collection de textes en théorie basés « sur les usages et statuts de l’empire de Romanie », mais en fait sur ceux de la principauté d’Achaïe. Elles comprennent un prologue et 219 articles. Selon le prologue, cette compilation tirerait son origine des Assises de Jérusalem, codifiées par Jean d'Ibelin, comte de Jaffa et d’Ascalon, promulguées par l’empereur Baudouin Ier; cette tradition est toutefois contestée,.
La compilation qui est parvenue jusqu’à nous aurait été rédigée en vieux français dans la Morée franque (Principauté d’Achaïe) entre 1333 et 1346 et serait basée sur diverses traditions juridiques. Elles auraient ensuite été traduites en dialecte vénitien entre 1375 et 1400 et une version officielle aurait été publiée à Venise en 1452 ou 1453 pour utilisation en Eubée et dans les autres possessions vénitiennes.
Les Assises montrent que deux systèmes juridiques avaient cours dans le Péloponnèse correspondant aux deux sociétés qui y habitaient.  Les relations féodales entre le prince d’Achaïe et ses vassaux suivaient les coutumes féodales importées directement d’Europe occidentale par les croisés et incorporaient des pièces législatives de France et du royaume angevin de Naples. Les relations entre seigneurs et paysans empruntaient plutôt certains éléments aux « Assises de Jérusalem » et aux anciennes lois byzantines sur les relations entre seigneurs et paysans comme le droit d’héritage  et de possession du sol ou les us et coutumes concernant les dots,. Ainsi les seigneurs grecs qui continuaient à jouir de la possession des terres qu’ils détenaient du temps de l’Empire byzantin se voyaient confirmer leurs privilèges et obligations d’antan, les taxes et autres obligations étant simplement transférées au nouveau prince ou baron. Toutefois, si un nouveau fief était créé, le seigneur qu’il soit franc ou grec se voyait soumis aux obligations du droit franc. Les paysans pour leur part étaient soumis aux obligations traditionnelles, que leur seigneur soit grec ou franc.
Due à la prééminence de la principauté d’Achaïe dans les États latins, les Assises furent adoptées un peu partout en Grèce franque et survécurent dans les colonies vénitiennes des iles ioniennes où elles furent consultées jusqu’à la dissolution de la République vénitienne par Napoléon Ier en 1797.  On ne les trouve en fait que dans des traductions vénitiennes datant de 1423 au milieu du XVIIIe siècle.

## Éditions
Les divers manuscrits constituant les Assises furent originellement publiés par Paolo Canciani en 1785 sous le titre Liber Consuetudinum imperii Romaniae.
- Paolo Canciani, ed. (1785). Liber Consuetudinum imperii Romaniae, in Venetorum et Francorum ditionem redacti, concinnatus in usum Principatus Achajae a Serenissima Republica Veneta. Barbarorum leges antiquae III, Venise, pp. 495–534..

Il existe également deux éditions critiques incluant une traduction respectivement en français et en anglais ainsi qu’une édition italienne.
- Georges Recoura, ed. (1930). Les Assises de Romanie. Édition critique avec une introd. et des notes. Paris: H. Champion. OCLC 2365468.
- (en) Peter W. Topping, ed. (1949). Feudal Institutions as Revealed in the Assizes of Romania: The Law Code of Frankish Greece; Translation of the Text of the Assizes with a Commentary on Feudal Institutions in Greece and Medieval Europe. Philadelphia: University of Pennsylvania Press. OCLC 302644, Reprinted 2016, University of Pennsylvania Press.
- (it) Antonella Parmeggiani, ed. (1998). Libro dele Uxanze e statuti delo imperio de Romania. Spoleto: CISAM. OCLC 42616986.